# Edebessa
Edebessa is een geslacht van vlinders van de familie Megalopygidae.

## Soorten
- E. placida Jones, 1912
- E. purens Walker, 1855